# Ahmed Jshak
Ahmed Abdulla Mohamad Jshak (26 aprile 1994) è un calciatore comoriano, centrocampista dell'Al-Nasr.

## Biografia
Anche se nato negli Emirati Arabi Uniti, Ahmed non possiede la cittadinanza emiratina a causa delle sue origini beduine; ha ricevuto un passaporto delle Comore, nonostante non avesse nessun legame parentale con lo stato isolare dell'Africa Orientale. Secondo le regole Regole FIFA di idoneità nazionale non è convocabile per la Nazionale di calcio delle Comore.

## Statistiche

### Presenze e reti nei club
Statistiche aggiornate al 7 aprile 2024.
| Stagione             | Squadra              | Campionato           | Campionato | Campionato | Coppe nazionali | Coppe nazionali | Coppe nazionali | Coppe continentali | Coppe continentali | Coppe continentali | Altre coppe | Altre coppe | Altre coppe | Totale | Totale |
| Stagione             | Squadra              | Comp                 | Pres       | Reti       | Comp            | Pres            | Reti            | Comp               | Pres               | Reti               | Comp        | Pres        | Reti        | Pres   | Reti   |
| -------------------- | -------------------- | -------------------- | ---------- | ---------- | --------------- | --------------- | --------------- | ------------------ | ------------------ | ------------------ | ----------- | ----------- | ----------- | ------ | ------ |
| 2018-2019            | Shabab Al-Ahli       | PL                   | 16         | 0          | CE+CdL          | 3+7             | 0+2             | -                  | -                  | -                  | -           | -           | -           | 26     | 2      |
| 2019-2020            | Shabab Al-Ahli       | PL                   | 6          | 0          | CE+CdL          | 2+7             | 0+1             | ACL                | 0                  | 0                  | SE          | 0           | 0           | 15     | 1      |
| Totale Al-Ahli       | Totale Al-Ahli       | Totale Al-Ahli       | 22         | 0          |                 | 19              | 3               |                    | 0                  | 0                  |             | 0           | 0           | 41     | 3      |
| 2020-2021            | Ittihad Kalba        | PL                   | 20         | 2          | CE+CdL          | 1+5             | 0+1             | -                  | -                  | -                  | -           | -           | -           | 26     | 3      |
| 2021-2022            | Ittihad Kalba        | PL                   | 23         | 2          | CE+CdL          | 2+6             | 0+1             | -                  | -                  | -                  | -           | -           | -           | 31     | 3      |
| 2022-2023            | Ittihad Kalba        | PL                   | 11         | 2          | CE+CdL          | 1+2             | 0+1             | -                  | -                  | -                  | -           | -           | -           | 14     | 3      |
| Totale Ittihad Kalba | Totale Ittihad Kalba | Totale Ittihad Kalba | 54         | 6          |                 | 17              | 3               |                    | -                  | -                  |             | -           | -           | 71     | 9      |
| 2023-2024            | Al-Nasr              | PL                   | 16         | 1          | CE+CdL          | 0+3             | 0               | -                  | -                  | -                  | -           | -           | -           | 19     | 1      |
| Totale carriera      | Totale carriera      | Totale carriera      | 92         | 7          |                 | 39              | 6               |                    | 0                  | 0                  |             | 0           | 0           | 131    | 13     |

## Palmarès

### Club

#### Competizioni nazionali
- Coppa del Presidente degli Emirati Arabi Uniti: 1

Al-Ahli: 2018-2019
- Coppa di Lega (Emirati Arabi Uniti): 1

Al-Ahli: 2018-2019